# Антрополатрија
Антрополатрија је обожавање човека, култ људског бића, које се сматра савршеним и супериорним створењем у универзуму. Антрополаторија је карактеристична за хуманизам и ренесансу, а у психологији, за хуманистичку психологију, која идеализује људску природу.